# 시무라 고
시무라 고(일본어: 志村 滉, 1996년 4월 27일 ~ )는 일본의 축구 선수이다. 현재 J2리그의 RB 오미야 아르디자에서 뛰고 있다.

## 구단 경력
그는 2015년부터 J리그의 주빌로 이와타, 미토 홀리호크, FC 도쿄, 기라반츠 기타큐슈, RB 오미야 아르디자에서 뛰었다.